# 恰赫恰兰
恰赫恰兰或恰格恰兰位于阿富汗中部哈里河畔，是古尔省的首府。